# محافظة الدلم
الدلم هي محافظة سعودية تتبع منطقة الرياض، وسط السعودية، تبعد عن مدينة السيح 10 كلم جنوب غرب، وعن مدينة الرياض عاصمة المملكة بحوالي 85 كلم. وتقع بين خطى الطول 47 و48 درجة شرق خط جرينتش، وما بين خطى الطول 23.5 و24.5 درجة شمال خط الاستواء، وترتفع عن مستوى سطح البحر 1360 قدمًا. وبلغ عدد سكان محافظة الدلم (54,822) نسمة حسب تعداد السعودية 2022.

## المراكز الإدارية
يتبع لمحافظة الدلم رسميًا 9 مراكز إدارية حسب نظام المناطق، وهي:
- مركز المحمدي
- مركز ماوان
- مركز أوثيلان
- مركز العين
- مركز الرغيب
- مركز نعجان
- مركز الضبيعة
- مركز الحزم
- مركز السلمانية

ومن القرى والبلدات المشهورة في المحافظة:
- الخبي
- العقيمي
- الخفس
- العزيزية
- المرداسية

## وصلات خارجية
- «الدلم» واحة زراعية تغزو منتجاتها دول الخليج.
- رسمياً.. تحويل الدلم إلى محافظة.